# اصل آشکارسازی
اصل آشکارسازی در حوزه نظریه بازیها تعریف می‌شود. اصل آشکارسازی (Revelation Principle) یک اصل بنیادی و اساسی در طراحی سازوکار(Mechanism Design) می‌باشد. طبق گفته این اصل می‌توان هر تابع انتخاب اجتماعی (Social choice function) که توسط هر سازوکارای پیاده‌سازی شده‌است را توسط یک سازوکار صادق (truthful) و مستقیم (direct) پیاده‌سازی کرد. اصل آشکارسازی ما را قادر می‌سازد تا بر روی یک کلاس از سازوکارهای قابل دنبال کردن (tractable) در یک محیط وسیع تمرکز کنیم. در نتیجه فضای جستجو را ساده‌تر و کوچک‌تر می‌کند.

## تعریف
در واقع این اصل به ما می‌گوید که اگر در یک بازی، طراح سازوکار در تلاش است تا خروجی‌های دلخواهی را به دست بیاورد، می‌تواند این فرض محدودکننده را بر روی فضای سؤال در نظر بگیرد که افراد شرکت‌کننده در این معامله دوست دارند اطلاعات محرمانه خود را در مورد استراتژی‌ای که می‌خواهند انجام دهند را به مدیر بگویند و سپس این مدیر است که با توجه به حرف‌ها و استراتژی‌هایی که از کاربران شنیده‌است (که درست می‌باشند اما الزاماً تمام اطلاعات محرمانه هر فرد نیستند) یک تصمیم‌گیری و استراتژی نهایی را برای تک تک بازیکن‌ها در نظر می‌گیرد. در واقع اگر هیچ سازوکار صادق و مستقیم‌ای در جهت رسیدن به خروجی‌های دلخواه برای یک بازی وجود نداشته باشد می‌توان این نتیجه را گرفت که هیچ سازوکار (چه مستفیم و چه غیر مستقیم) برای رسیدن به آن خروجی‌ها وجود ندارد. با این جهت دهی در فضای سؤال، پیدا کردن تعادل‌ها و سازوکارها ساده‌تر خواهد شد.
این اصل در بازی‌هایی صادق می‌باشد که دارای شرایط اولیه زیر می‌باشند:
- یک مدیر (principal) n نفر بازیکن که با شماره‌های ۱ تا n مشخص می‌گردند
- نوع بازی کن نفر i ام به گونه {\displaystyle \theta _{i}\in \Theta } می‌باشد.[۲]

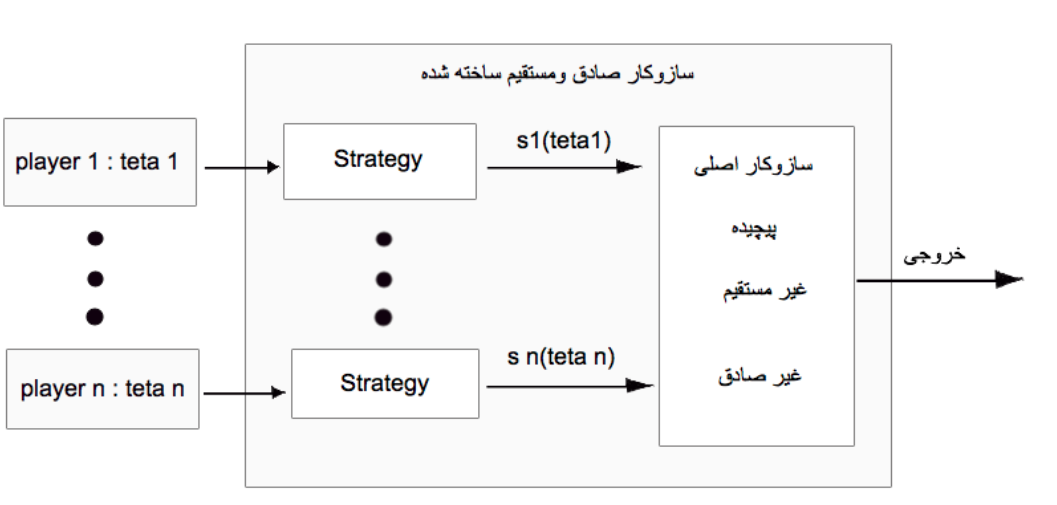
به صورت کلی شکل این روش به گونه رو به رو می‌باشد

## روابط ریاضیاتی
برای مثال فرض کنید بازی A را داریم که در آن n بازیکن که غیر صادق هستند و به صورت رندوم بازی می‌کنند و سازوکار بازی به گونه غیر مستفیم (Indirect) می‌باشد. پس شکل آن به گونه زیر می‌باشد:
- استراتژی نفر i م که دارای نوع {\displaystyle \theta _{i}}می‌باشد به گونه {\displaystyle strategy\P s_{i}(\theta _{i})}
- همچنین می‌دانیم تعادل بازی برابر {\displaystyle s=(s_{1},s_{2},..,s_{n})}می‌باشد

حال می‌توان این بازی را به گونه تغییر داد که به در آن بازیکن‌ها صادق باشند و سازوکار به گونه مستقیم باشد. در نتیجه مدل استراتژی و بازی افراد به گونه زیر می‌باشد:
- استراتژی نفر i م که دارای نوع {\displaystyle \theta _{i}} می‌باشد به گونه {\displaystyle strategy\P s'_{i}(\theta _{i})}
- و نحوه‌ای که استراتژی {\displaystyle s'_{i}} در این مکانیسم بازی می‌شود به گونه {\displaystyle s_{i}(s'_{i})}

پس در نتیجه افراد نیاز به دروغ گفتن و غیرصادق بودن ندارند و در واقع این سازوکار هست که به جای آن‌ها دروغ می‌گوید.
حال برای اثبات اینکه تغییر دادن به این نوع سازوکار تعادلی را از بین نمی‌برد به گونه زیر مطرحش می‌کنیم:
می‌دانیم که تعریف تعادل در یک بازی به این معنا است که کسی از افراد مستقل از دیگران علاقه‌ای ندارد که استراتژی‌ای که بازی می‌کند را تغییر دهد. حال در حالتی که هیچ شرط محدود‌کننده‌ای بر روی بازی نداشتیم افراد ممکن بود به مدیر اطلاعات را نادرست بدهند در نتیجه با توجه به حرفایی که می‌زدند سود به آن‌ها تعلق می‌گرفت و تعریف تعادل در این سازوکار در حالتی است که کسی به خودش دروغ نگفته باشد (زیرا اگر کسی به خودش دروغ گفته باشد یعنی می‌توانست سود بیشتری نسبت به استراتژی نفر مقابل به دست بیاورد پس بهتر بود استراتژی‌اش را عوض می‌کرد پس در حال حاضر در یک تعادل نمی‌باشیم). حال در حالتی که سازوکار ما از اصل آشکارسازی بهره می‌جوید، دروغ گفتن به سیستم در مورد اطلاعات محرمانه خود مانند دروغ گفتن به خود در سازوکار غیر مستفیم و ناصادق می‌باشد در نتیجه پس اگر تعادلی در حالت غیر مستقیم وجود داشته باشد در حالت مستفیم افراد با دروغ نگفتن به مدیر می‌توانند به همان تعادل دست یابند. ‍پس در نتیجه ثابت می‌شود که مجموعه تعادل‌هایی که در سازوکار غیر مستقیم و ناصادق داشتیم زیر مجموعه تعادل‌های سازوکار صادق و مستقیم می‌باشد.

## خواص
وقتی که از اصل آشکارسازی برای طراحی سازوکار یک بازی بهره می‌جوییم، مجموعه تعادل‌ها در حالتی که هیچ شرط محدود‌کننده‌ای در بازی نداریم همیشه برابر با مجموعه تعادل‌ها در حالتی که شرط محدود‌کنندهٔ صداقت و و مستقیم بودن را داریم نمی‌باشد. در واقع هر تعادلی که در حالت غیر مستفیم و غیر صادق داریم را حتماً در حالت سازوکار با مدل مستقیم و صادق نیز داریم. برای مثال اگر در سازوکار بدون شرط محدودکننده تنها یک تعادل داشته باشیم اگر سازوکار را با استفاده از اصل آشکارسازی در نظر بگیریم ممکن است یک تعادل جدید و نامطلوب نیز به لیست تعادل‌هایمان اضافه شود.
حال سؤالی که ممکن است ذهن را مشغول کند این است که این اصل چه خواص خوبی می‌تواند داشته باشد:
1. اثبات می‌کند که در نظر گرفتن شرط صادق بودن در بازیکن‌ها یک فرض محدودکننده محسوب نمی‌شود.
2. اثبات می‌کند گه سازوکار غیر مستقیم الزاماً بهتر از سازوکار مستقیم عمل نمی‌کند
3. برای هدف آنالیز کردن یک سؤال، می‌توان تنها سازوکار صادق بودن را تنها در نظر گرفت و مطمئن بود چنین سازوکاری حتماً وجود دارد.

## مثال در اقتصاد
برای روشن‌تر شدن محدوده کاری طراحی سازوکار مثالی می‌زنیم. اگر فرد الف بخواهد کالایی را که متعلق به اوست به فرد ب که خواهان خرید آن است بفروشد، با چه قیمتی می‌تواند این کار را انجام دهد؟. اگر فرض کنیم ارزش کالا برای فرد الف {\displaystyle x} و برای فرد ب {\displaystyle y} باشد فرد الف حاضر است آن کالا را به قیمت {\displaystyle x} یا بیشتر بفروشد و در عین حال فرد ب حاضر است به قیمت {\displaystyle y} یا پایین‌تر از آن خریداری کند. اگر باز فرض کنیم قیمت معاملاتی ({\displaystyle p}) بین این دو ارزش باشد آنگاه فرد الف {\displaystyle p-x} نفع می‌برد و فرد ب به مقدار {\displaystyle y-p} و در نتیجه منفعت کل این معامله برای دو طرف {\displaystyle (p-x)+(y-p)=y-x} است. در نتیجه هر گاه {\displaystyle y>x} باشد به نفع کل جامعه است که معامله انجام شود و منفعتی به میزان {\displaystyle y-x} حاصل شود.
اما برای انجام معامله سه راه اصلی وجود دارد. اول آنکه فروشنده (فرد الف) قیمت {\displaystyle x} خود را اظهار کند و اگر فرد ب ارزشی بیشتر برای آن قائل بود معامله انجام شود. دوم آنکه فرد ب قیمت y را بیان کند و اگر برای فرد الف این قیمت بالاتر از {\displaystyle x} بود معامله انجام شود. سوم آنکه دوطرف هم‌زمان در یک حراج دو طرفه {\displaystyle x} و {\displaystyle y} را اظهار کنند و قیمت نهایی ({\displaystyle p}) مابین این دو حاصل شود.
اما مشکل از آنجا شکل می‌گیرد که طرفین این معامله تنها از ارزش‌های خود برای کالای مورد نظر اطلاع دارند این انگیزه را دارند که ارزش‌های واقعی خود را اظهار نکنند تا بدین شکل منفعت بیشتری در معامله کسب کنند. در حقیقت برای فرد الف که قیمت {\displaystyle x} حداقل قیمتی است که رضایت او را جلب می‌کند این انگیزه وجود دارد که به دلیل عدم اطلاع از قیمت {\displaystyle y} فرد ب در حراج قیمتی بالاتر از {\displaystyle x} را اظهار کند و در نتیجه به قیمت نهایی ({\displaystyle p}) بیشتری در چانه زنی دست یابد. از آن سو به همین دلیل ساده فرد ب نیز انگیزه دارد که {\displaystyle y} خود را پایین‌تر از مقدار واقعی نشان دهد. در این صورت بی تردید ممکن است با {\displaystyle x} و {\displaystyle y} غیر حقیقی معامله‌ای صورت نگیرد در حالی که با مقادیر واقعی آن‌ها به نفع دو طرف (و در نتیجه کل جامعه) بود که معامله انجام شود.
طراحی سازوکار تنها تا اینجا پیش نمی‌رود، بلکه راه حل هارا برای آشکارسازی (Revelation) اطلاعات نشان می‌دهد. لم مایرسون که سال‌ها پیش معرفی شده‌است در رابطه با طراحی سازوکارها راه حلی را ارائه می‌دهد. این لم در معامله‌هایی که دارای شرایط اولیه خاص‌ای هستند یک سازوکار یکتا ارائه می‌دهد که طبق آن افراد علاقه‌مند هستند که مقدار حقیقی خود را به مدیر اعلام کنند و در نتیجه اصل آشکارسازی در معامله تحقق بگیرد. به‌طور کلی طراحی مکانیسم بدنبال آن است که در هر مورد مطالعاتی این امر را جستجو کند که چگونه می‌توان عاملین را به سمت آشکارسازی خواسته‌های خویش هدایت کرد.